# Weekly Music Magazine ヘルツ
『Weekly Music Magazine ヘルツ』（ウィークリー・ミュージック・マガジン-）は、毎日放送の音楽情報番組。2005年4月2日から2011年12月24日まで放送した。スペースシャワーTVでも放送されている。2010年3月27日までは『music channel Hz』（ミュージック・チャンネル・ヘルツ）のタイトルで放送。

## 概要
- 番組全体が雑誌のページ構成となっており、毎週表紙に登場した一組のアーティスト（番組内では「カバーアーティスト」と称する）自身が、これまでの音楽履歴やプライベート、さらに最新楽曲についてなどの情報を伝える音楽番組。収録が行われる場所は基本的に毎回異なる。2010年3月27日まではラジオ番組のような番組構成だった。
- この他、スペースシャワーTVオリジナルチャートをはじめ、ピックアップアーティストや最新エンターテイメント情報を紹介している。また番組とTSUTAYA RECORDSが選ぶアーティストの紹介も行われている[1]。
- 2008年4月から2010年3月までは、MiChiをナビゲーターに起用。また、2008年10月からは彼女の素顔に迫る「MiChi Reco」（2009年4月からは「MiChi日記」にコーナー名を変更）も放送されていた。
- 毎週カバーアーティストのグッズが当たるプレゼントクイズを行っている。番組の最後にアーティストが番組内で話した内容に関する2択問題を出題。応募は正解だと思う電話番号に電話するテレドーム方式での受付となる。ただし、毎回どの箇所から出題されるかが分からないため、番組を最初から最後まで視聴する必要がある。
  - 2009年3月までは番組の最後に発表されるキーワードを答えると、抽選でメインゲストのサイン入りポラロイド写真がプレゼントされていた。さらに2010年3月までは、クイズの問題は番組の最後に3問出題されていたが、その答えは番組の途中で表示される「クイズ第○問のヒント」をチェックしないと解答できないようになっていたため、番組を最初から最後まで視聴する必要があり、番組のホームページ・携帯サイトからの応募となっていた。

## 出演者

### 過去の出演者
- ナビゲーター：MiChi（2008年4月5日 - 2010年3月27日）

## スタッフ

### 現在のスタッフ
- ナレーター：MITSUMI（2010年4月3日 - ）
- 企画：吉廣貫一
- ディレクター：小菅直仁、岡部憲道
- 編集/MA：aaiスタジオ
- 音効：岡崎宏
- CGデザイン：西村満
- タイトルデザイン：清水隆行
- インターネット：横山孝文
- AP：古平健太、木下麗
- プロデューサー：高橋俊博、幸山由佳、高橋正昭
- 協力：TSUTAYA RECORDS、ミリカ・ミュージック
- 制作：ゴッドキッズ
- 制作協力：スペースシャワーTV
- 製作著作：毎日放送

### 過去のスタッフ
- ナレーター：ALAN J（? - 2008年3月29日）、君嶋ゆかり（2006年4月1日 - 2008年3月29日）、佐藤朝問（2009年4月4日 - 2010年3月27日）、
- CGデザイン：内河絵美
- AP：山崎みみ
- 協力：ティー・オー・シー

## 放送時間

### 毎日放送
- 土曜25:43 - 25:58[2]

### スペースシャワーTV
- 日曜17:45 - 18:00
- 月曜8:45 - 9:00（リピート放送）